# Canton de Saint-Paul-2
Le canton de Saint-Paul-2 est une circonscription électorale française de l'île de La Réunion, département et région d'outre-mer français de l'océan Indien.

## Histoire
Le canton a été créé par la loi no 49-1102 du 2 août 1949.
Il a été modifié par le décret du 28 février 1991 créant les cantons de Saint-Paul-4 et Saint-Paul-5.
Un nouveau découpage territorial de la Réunion entre en vigueur à l'occasion des premières élections départementales suivant le décret du 21 février 2014. Les conseillers départementaux sont, à compter de ces élections, élus au scrutin majoritaire binominal mixte. Les électeurs de chaque canton élisent au Conseil départemental, nouvelle appellation du Conseil général, deux membres de sexe différent, qui se présentent en binôme de candidats. Les conseillers départementaux sont élus pour 6 ans au scrutin binominal majoritaire à deux tours, l'accès au second tour nécessitant 12,5 % des inscrits au 1er tour. En outre, la totalité des conseillers départementaux est renouvelée. Ce nouveau mode de scrutin nécessite un redécoupage des cantons dont le nombre est divisé par deux avec arrondi à l'unité impaire supérieure si ce nombre n'est pas entier impair, assorti de conditions de seuils minimaux. À la Réunion, le nombre de cantons passe ainsi de 49 à 25.
Le canton de Saint-Paul-2 est redécoupé par ce décret. Il est entièrement inclus dans l'arrondissement de Saint-Paul. Le bureau centralisateur est situé à Saint-Paul.

## Représentation

### Représentation avant 2015
| Période                                  | Période          | Identité                         | Étiquette    | Qualité                                                                          |
| ---------------------------------------- | ---------------- | -------------------------------- | ------------ | -------------------------------------------------------------------------------- |
| 1955                                     | 1967             | M. Martin                        | Rad.         |                                                                                  |
| 1967                                     | 1973             | Jean-Baptiste Ponama (1923-1993) | PCR          | Professeur de mathématiques                                                      |
| 1973                                     | 1983             | Jean Fontaine                    | UDR puis UDF | Ingénieur des Eaux et Forêts Député (1968-1986) Maire de Saint-Louis (1977-1983) |
| 1983                                     | 1987 (décès)     | Paul Bénard                      | RPR          | Pharmacien Maire de Saint-Paul (1965-1987)                                       |
| 1987                                     | 2000 (démission) | Joseph Sinimalé                  | RPR          | Fonctionnaire territorial Maire de Saint-Paul (1994-1999)                        |
| 2000                                     | 2015             | Cyrille Melchior                 | UDF puis UMP | Cadre administratif Conseiller municipal de Saint-Paul                           |
| Les données manquantes sont à compléter. |                  |                                  |              |                                                                                  |

### Représentation depuis 2015
| Période élective | Période élective | Mandat | Mandat   | Identité        | Nuance | Nuance | Qualité                                                 |
| ---------------- | ---------------- | ------ | -------- | --------------- | ------ | ------ | ------------------------------------------------------- |
| 2015             | 2021             | 2015   | 2021     | Patrick Dorla   |        | LR     | Conseiller municipal de Saint-Paul                      |
| 2015             | 2021             | 2015   | 2021     | Sandra Sinimalé |        | LR     | Adjointe de quartier au maire de Saint-Paul             |
| 2021             | 2028             | 2021   | en cours | Aurélien Centon |        | DIV    | Président de l'association Petit coeur, Saint-Paul      |
| 2021             | 2028             | 2021   | en cours | Jeanne Hoarau   |        | DIV    | Présidente d'un club de troisième jeunesse à Saint-Paul |

### Résultats détaillés

#### Élections de mars 2015
À l'issue du 1er tour des élections départementales de 2015, deux binômes sont en ballotage : Patrick Dorla et Sandra Sinimalé (UMP, 43,44 %) et Pascaline Chéreau-Nemazine et Yolain Olivate (DVG, 17,34 %). Le taux de participation est de 44,31 % (11 407 votants sur 25 746 inscrits) contre 43,81 % au niveau départemental et 50,17 % au niveau national.
Au second tour, Patrick Dorla et Sandra Sinimalé (UMP) sont élus avec 58,42 % des suffrages exprimés et un taux de participation de 52,08 % (6 662 voix pour 13 408 votants pour 25 747 inscrits).

#### Élections de juin 2021
Le premier tour des élections départementales de 2021 est marqué par un très faible taux de participation (33,26 % au niveau national). Dans le canton de Saint-Paul-2, ce taux de participation est de 30,29 % (8 536 votants sur 28 177 inscrits) contre 36,5 % au niveau départemental. À l'issue de ce premier tour, deux binômes sont en ballottage : Pascaline Chéreau Némazine et Jean-Noël Jean-Baptiste (DVG, 42,7 %) et Aurélien Centon et Jeanne Hoarau (Divers, 36,27 %).

## Composition

### Composition avant 2015
Le canton de Saint-Paul-2 était constitué d'une partie de la commune de Saint-Paul.
Lors du redécoupage de 1991, il s'agissait de la portion du territoire de la commune délimitée par :
- au Nord, la rivière des Galets, du pont de la R.N.1 jusqu'au Grand Bord (remparts de Mafate) ;
- à l'Est, le Grand Bord (remparts de Mafate), de la rivière des Galets à la ravine La Forge ;
- au Sud, la ravine La Forge jusqu'au pont de l’Étang ;
- à l'Ouest, la R.N.1, du pont de l’Étang au pont de la rivière des Galets.

### Composition depuis 2015
| Nom                                | Code Insee | Intercommunalité               | Superficie (km2) | Population (dernière pop. légale)                 | Densité (hab./km2) | Modifier                                    |
| ---------------------------------- | ---------- | ------------------------------ | ---------------- | ------------------------------------------------- | ------------------ | ------------------------------------------- |
| Saint-Paul (bureau centralisateur) | 97415      | CA Territoire de la Côte Ouest | 241,28           | Fraction : 35 505 (2022) Commune : 106 220 (2022) | 440                | modifier les données · modifier les données |
| Canton de Saint-Paul-2             | 97418      |                                |                  | 35 505 (2022)                                     |                    | modifier les données                        |

Le canton comprend la partie de la commune de Saint-Paul située :
1. au sud d'une ligne définie par l'axe des voies et limites suivantes : depuis le littoral, segment de 1 151 mètres reliant les deux points de longitude et latitude respectives 318610,51/7675022,85 et 319761,25/7675010,37, rue Gabriel-Guist'hau (route départementale 6, direction Nord-Est), ligne de 1 222 mètres reliant les quatre points de longitude et latitude respectives 320440,80/7675094,40, 320586,03/7675021,43, 321559,46/7675001,97 et 321556,74/7675087,36, chemin de la Poudrière (direction Nord-Est), chemin Crève-Cœur (section la plus orientale), segment de 275 mètres reliant les deux points de longitude et latitude respectives 321834,80/7675274,20 et 321998,93/7675494,47, cours d'eau Ravine-Divon (direction Nord-Ouest), chemin du Tour-des-Roches (direction Nord-Est), cours d'eau Ravine-Tête-Dure (direction Sud-Est), cours d'eau Ravine-Laforge (direction Sud-Ouest), ligne de 5 903 mètres reliant les quatre points de longitude et latitude respectives 331810,40/7670959,33, 331558,35/7672700,52, 332243,15/7673474,25 et 332694,94/7676550,43, jusqu'à la limite territoriale de la commune de La Possession ;
2. au nord d'une ligne définie par l'axe des voies et limites suivantes : depuis le littoral, cours d'eau Ravine-Petite-Anse, segment de 835 mètres reliant les deux points de longitude et latitude respectives 319093,69/7673569,70 et 319477,47/7672827,78, chemin dit « Summer n° 2 » (direction Nord-Est), ligne de 929 mètres reliant les quatre points de longitude et latitude respectives 319508,88/7672874,78, 319636,73/7672493,53, 319727,40/7672309,50 et 319984,19/7672115,45, rue Raphaël-Barquissau (route départementale 6, direction Sud), rue Joseph-Hubert (route départementale 6), chemin Tamatave, chemin Jonction (direction Sud-Ouest), chemin Matricaire (direction Sud-Ouest), jusqu'à la limite territoriale de la commune de Cilaos.

## Démographie
En 2022, le canton comptait 35 505 habitants, en évolution de +1,37 % par rapport à 2016 (La Réunion : +3,33 %, France hors Mayotte : +2,11 %).
| 2013   | 2018   | 2022   |
| ------ | ------ | ------ |
| 34 985 | 34 134 | 35 505 |